# Karludovika dlanitá
Karludovika dlanitá či rozkydanec dlanitý (Carludovica palmata). zvaná též panamská palma, je statná jednoděložná vytrvalá bylina z řádu pandánotvaré (Pandanales), která se podobá drobné palmě. Dorůstá do výše 2,5–3 m. Nejedná se však o pravou palmu. Pochází ze Střední Ameriky, pěstuje se však i v severozápadní části Jižní Ameriky, až po Bolívii. Z jejích jemných, pružných a pevných vláken se zhotovují pravé panamské klobouky a další výrobky. Pěstuje se i jako okrasná rostlina.

## Popis
Karludovika je jednodomá rostlina, má tedy na tomtéž jedinci jak samčí, tak i samičí květy. Tyto drobné kvítky srůstají v palicovitá květenství obalená toulcovitým listenem. Plody jsou mnohosemenné bobule velikosti lískových oříšků, jež srůstají v plodenství. Samičí květy, které kvetou dříve, mají velké blizny, později kvetoucí samčí květy oplývají množstvím pylu.
Z oddenku vyrůstá trs několika dlanitých listů, jejichž okrouhlé čepele jsou rozděleny na 3 až 5 dílů, které jsou až ke spodu rozstříhány v úzké úkrojky. Odlišují se tedy od listů „pravých palem“. Na rozdíl od nich také netvoří dřevnatý kmen. Karludovika dlanitá se rozmnožuje vegetativně, protože nevytváří životaschopná semena.

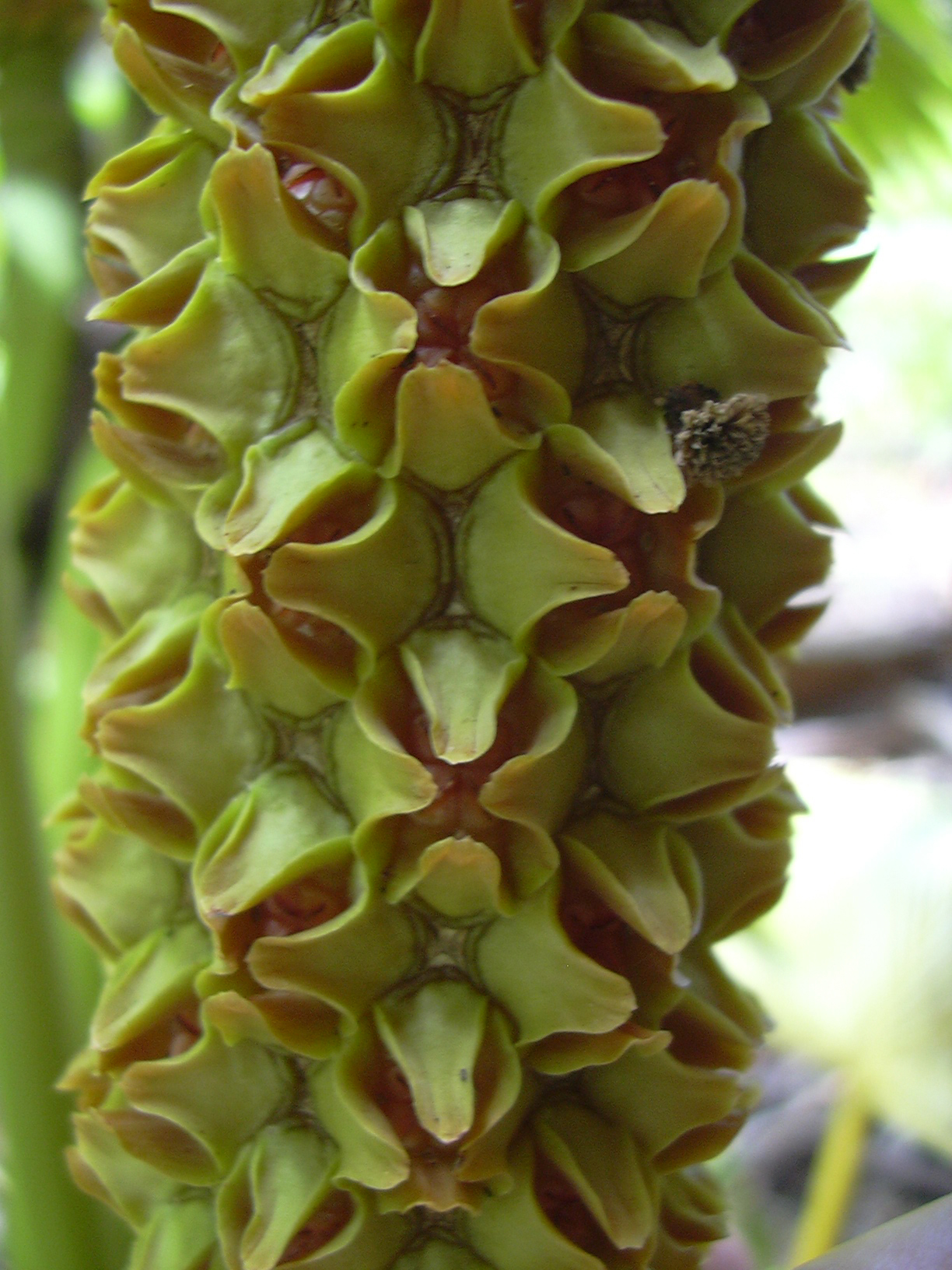
Detail květenství karludoviky dlanité
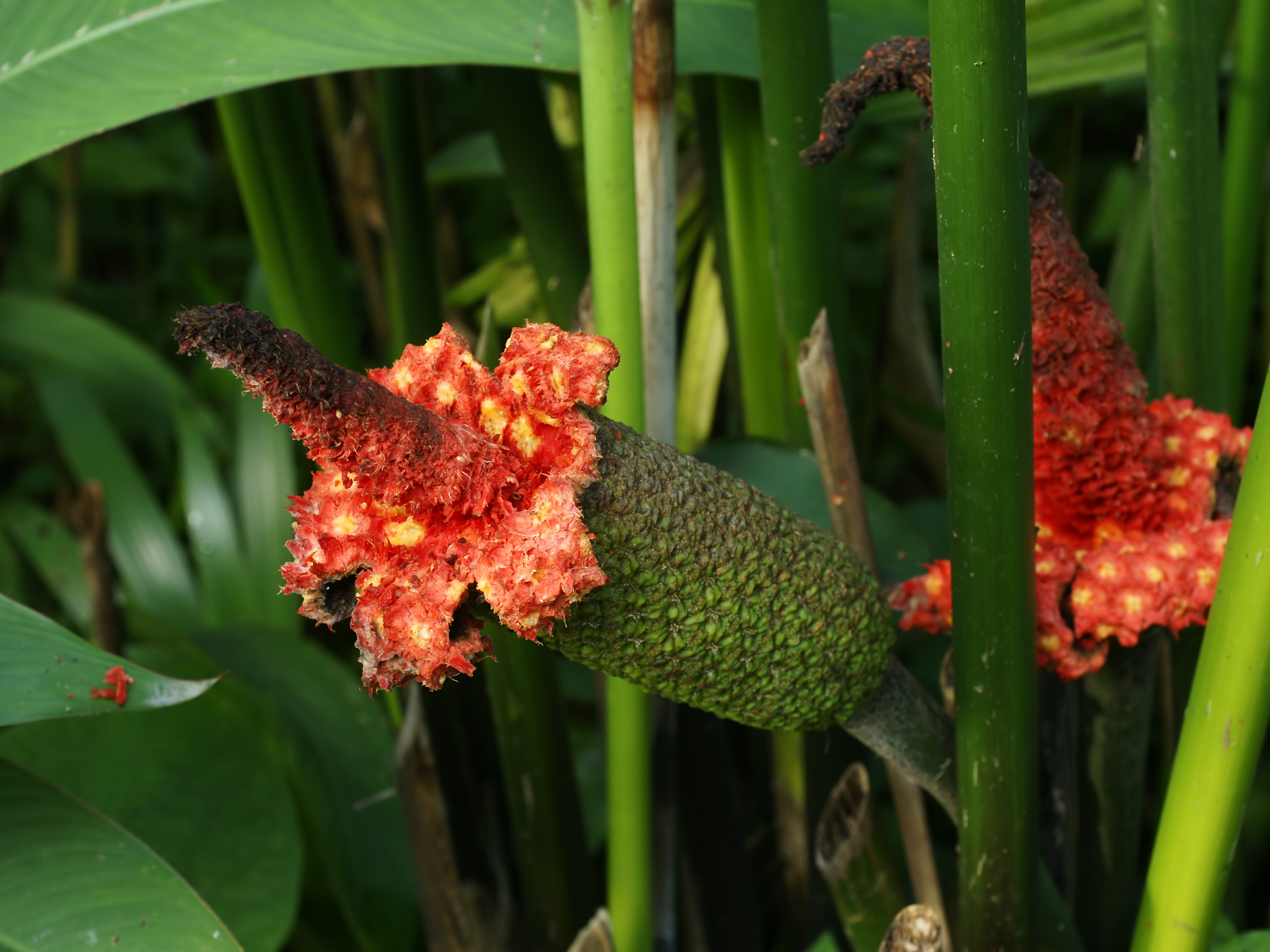
Částečně rozpuklé plodenství karludoviky dlanité
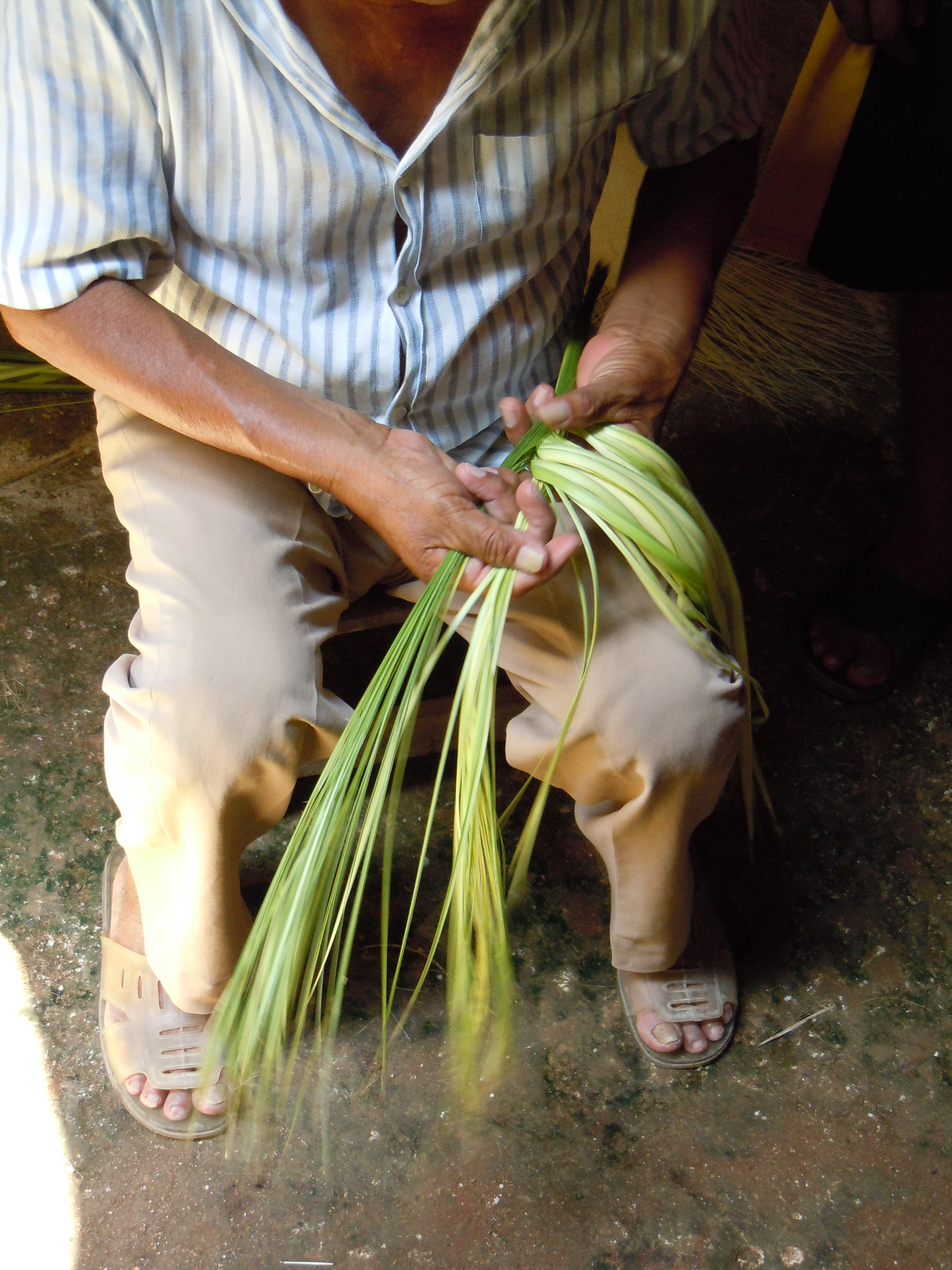
Pletení z listů karludoviky
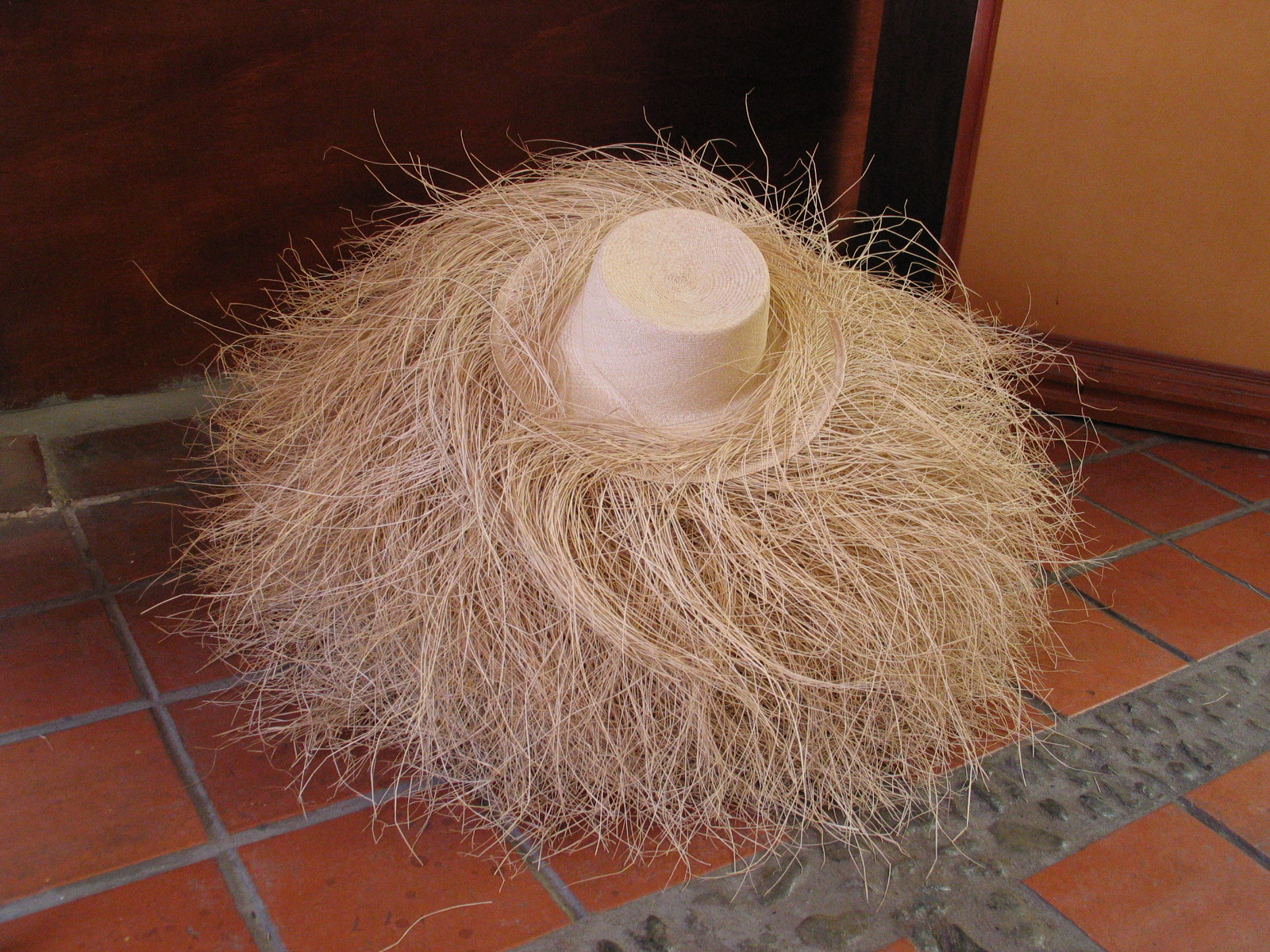
Vlákno z karludoviky
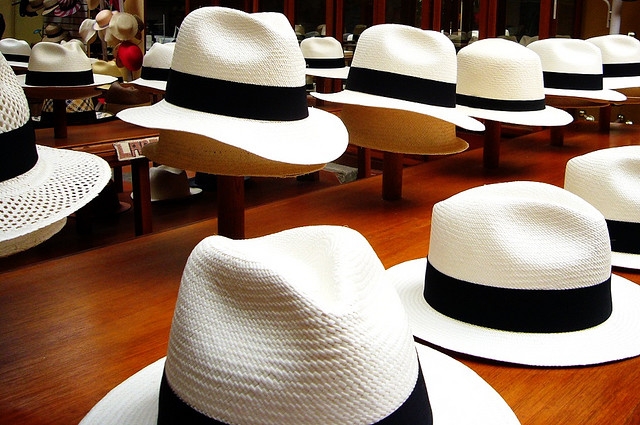
Panamské klobouky